# 신코베역
신코베역(일본어: 新神戸駅)은 일본 효고현 고베시 주오구 가노마치 1초메에 있는 서일본 여객철도・고베시 교통국의 역이다.

## 개요
고베시 신칸센 중 주요 관문의 역이며 역 남쪽 시가지의 지역명인 "신코베"라는 지명은 존재하지 않지만 그 어원이 되고 있다. 신칸센의 전 영업 열차가 정차하는 주요 역 중 하나이다.
본 역은 고베 시가지 북쪽 끝 롯코 산의 산 자락에 위치하고 JR 역에서는 신칸센 단독역이며, 재래선의 접속은 없다. 이는 신칸센이 동서로 길쭉하게 뻗어 있어 고베 시가지를 피하고, 롯코 산 밑을 터널로 통과했기 때문이다. 장대한 롯코 터널과 고베 터널 사이의 작은 지상 구간에 신칸센의 플랫폼이 있고 플랫폼의 양단으로는 두 터널의 구강이 쉽게 확인할 수 있다. 이 지형상의 제약으로 대피선을 설치하지 못하고 본선에 직접 플랫폼을 설치했다. 이것은 도카이도 및 산요 신칸센의 "노조미" 정차역에서는 유일하다.
산노미야 등의 중심 시가지에는 지하철이나 버스로 연결되고 있으며, 호쿠신 급행 전철에서 아리마 온천 등 고베 시 북부, 산다시 같은 이면 롯코 지역과도 연결되고, 아와지섬과 도쿠시마현 방면으로 고속 버스와 신칸센과의 환승역 역할을 수행한다.
또한, 노선 호적상으로는 본 역이 기본적으로 고베역과 동일 취급으로 산요 신칸센은 본 역을 경계로 신오사카 방면은 도카이도 본선이, 니시아카시 방면은 산요 본선의 별도의 노선으로 취급되고 있다.
이 역은 JR 서일본의 산요 신칸센과 고베 시영 지하철 야마테선, 호쿠신선의 각 2개의 회사에서 3개의 노선이 지나고 있다. 또한, 지하철 야마테선은 세이신선과 직통으로 "세이신·야마테선"이라고 안내되고 있다. 세이신·야마테선은 일부 열차가 이 역을 기점으로 호쿠신선과 직통 운전을 하고 있기 때문에 이 두 노선은 동일역에서 서로 출도착하는 역 번호로도 공통되는 역 번호인 "S02"가 부여되었다.
JR 서일본 역은 특정 도구 시내 제도로 "고베 시내"에 속한다.

## 역사
- 1972년 3월 15일: 산요 신칸센 역 영업 개시.
- 1980년 12월 1일: 행정 구의 합병에 따라 역 소재지가 후키아이 구에서 주오 구로 됨.
- 1985년 6월 18일: 고베시 교통국 지하철 역 영업 개시.
- 1987년 4월 1일: 일본 철도 민영화로 서일본 여객 철도(JR 서일본)의 역이 됨.
- 1988년 4월 2일: 호쿠신 급행 전철 개통에 따라 상호 직통 운전 개시.
- 1995년
  - 1월 17일: 한신·아와지 대지진으로 선로 파괴.
  - 2월 16일: 고베 시영 지하철 전 노선 운행 재개.
  - 4월 8일: 신오사카 ~ 히메지간 영업 재개.
- 1996년 3월 16일: 다이어 개정에 따라 "히카리"의 전 열차 정차역이 됨.
- 2001년 10월 1일: 신칸센 "노조미"의 증발과 동시에 도쿄역 시·종착편성의 "노조미"가 전 열차 정차하게 됨.
- 2003년 10월 1일: 도카이도 신칸센의 시나가와역 개통에 의한 시간표 개정에 따라, 첫차와 막차 시간의 신오사카 ~ 하카타간 운행의 "노조미"의 정차역으로 손님 접대 열차가 전 열차 정차역이 됨.
- 2005년
  - 2월 21일: 고베시 등의 부담으로 자동 개집표기를 도입함. 이 중 1대는 고베 시내에서의 재래선 환승용임.
  - 3월 1일: 운행시간표 개정에 의하여 오카야마역 시·종착 "노조미" 편성의 증발로, 도쿄 방면의 "노조미"가 매시 3개가 됨.
- 2007년 10월 12일: 역무 공간의 이전 등으로 상업 공간을 증축, 리모델링함[1].
- 2016년 3월 9일: 출발 멜로디 도입. 곡은 고다이고의 "은하철도 999"이다[2].

## 역 구조

### JR 서일본
지상 2층에 대합실과 개찰구가 있고 지상 3층에 승강장이 있는 고가역의 구조이다. 개찰구는 자동 개집표기가 설치되어 있다.
상대식 승강장 2면 2선이다. 지형상의 제약 때문에 대피 설비가 없어서 스크린도어가 설치되어 있다. 스크린도어는 1978년 나부코로 설치되었다. 이 플랫폼의 구조에서 신오사카역 출도착의 산요 신칸센 내 완결 열차 및 규슈 신칸센 직통 열차와 도카이도 신칸센 교토역으로 이동하는 직통 열차와 열차 상호 간의 승차 시간이 근소하여 동일 플랫폼에서 환승이 가능하여 신오사카 역보다 편리성이 더 높다.
2008년 3월 15일 개정으로 인한 본 역의 첫차 추가로 니시아카시역 출발의 "노조미"를 설정한 것도 이 역에 대피 설비가 없어서 차량의 야간 주박이 곤란하기 때문이다.
개업 당초에는 일부 속달 열차가 통과하였으나, 현행 시간표에서는 산요 신칸센의 전 영업 열차가 정차한다. 역 부분은 반경 3,000m의 커브로 돌면서 양쪽을 터널에 낀 구조로부터 완화 곡선 삽입이 불가능하여 통과 열차는 230km/h(500계의 "노조미" 운행 전 170 km/h까지 감속)로 통과하였다.
또한, 당역은 산하의 피관리역이 없지만, 관리역장이 배치된 직영역이다.

#### 승강장

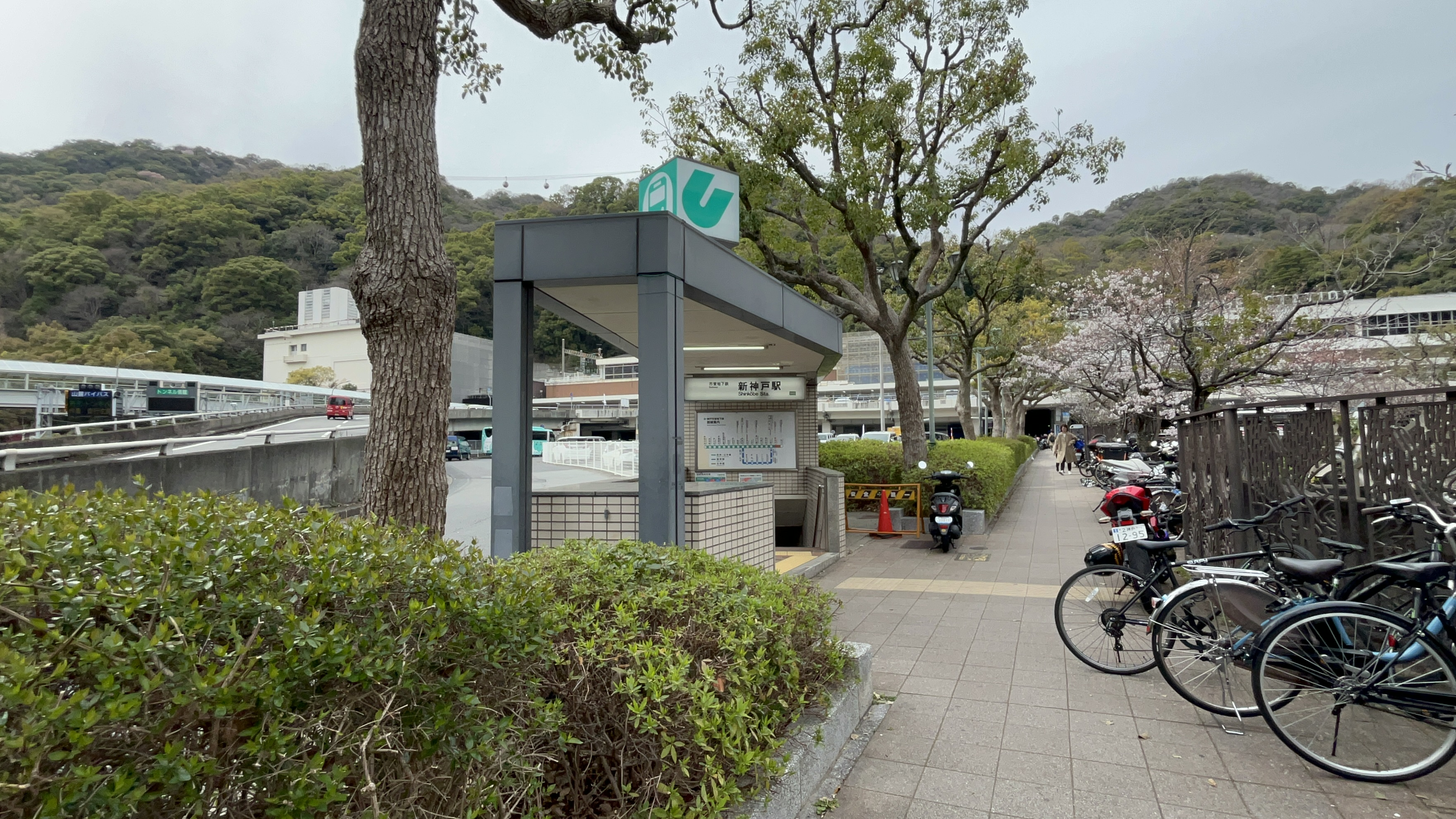
북쪽 출구 2
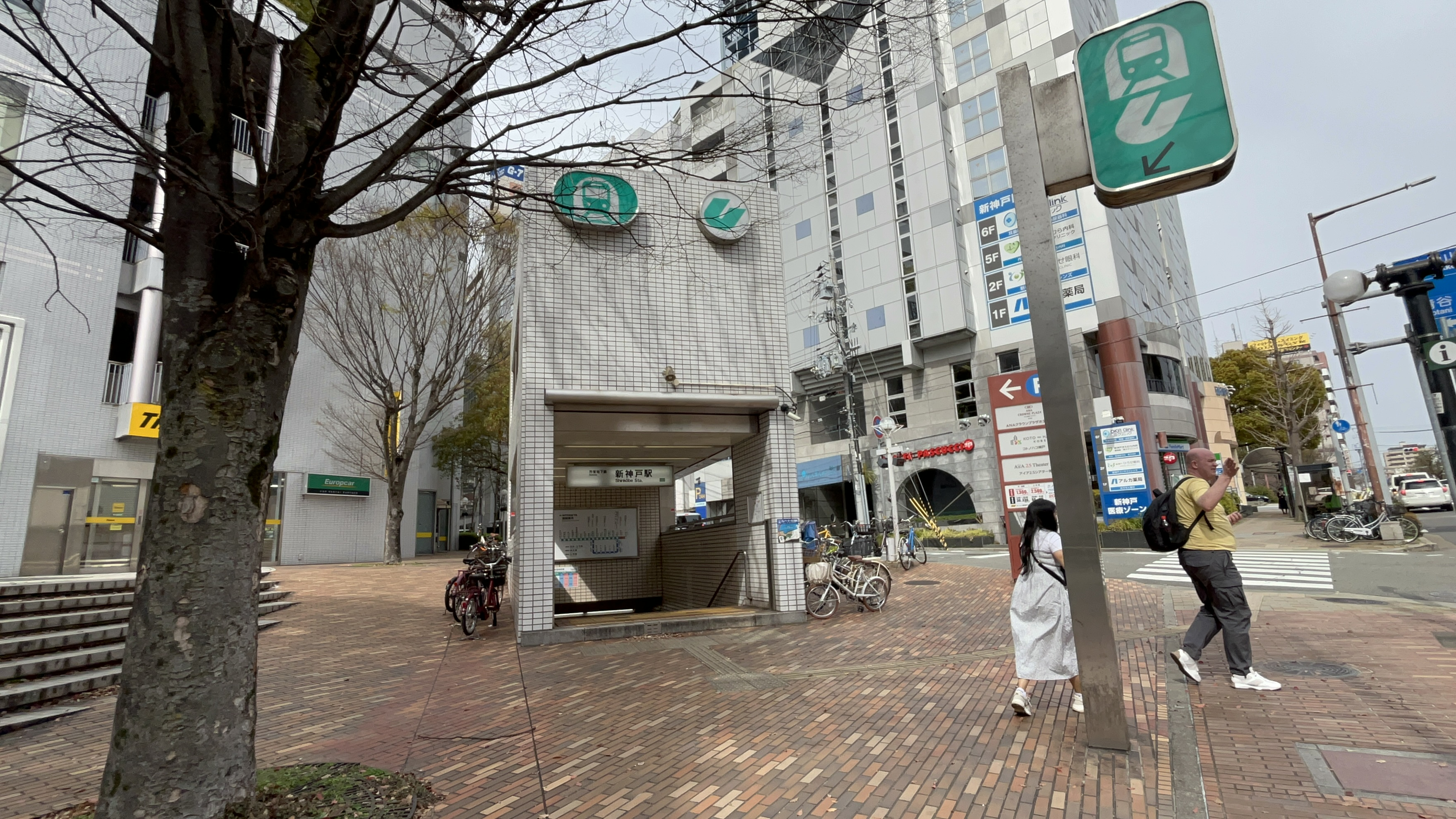
남쪽 출구
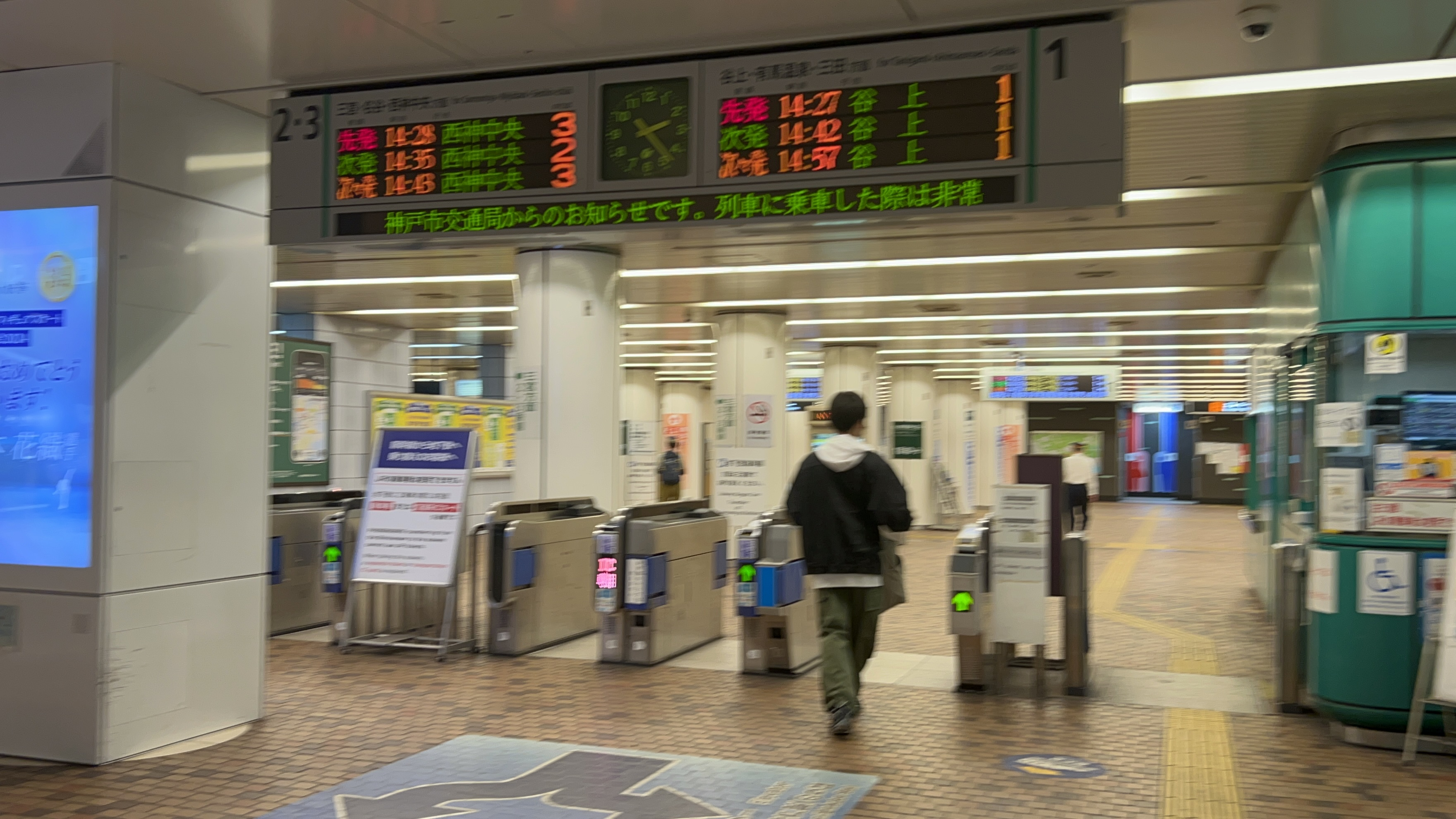
북쪽 개찰구
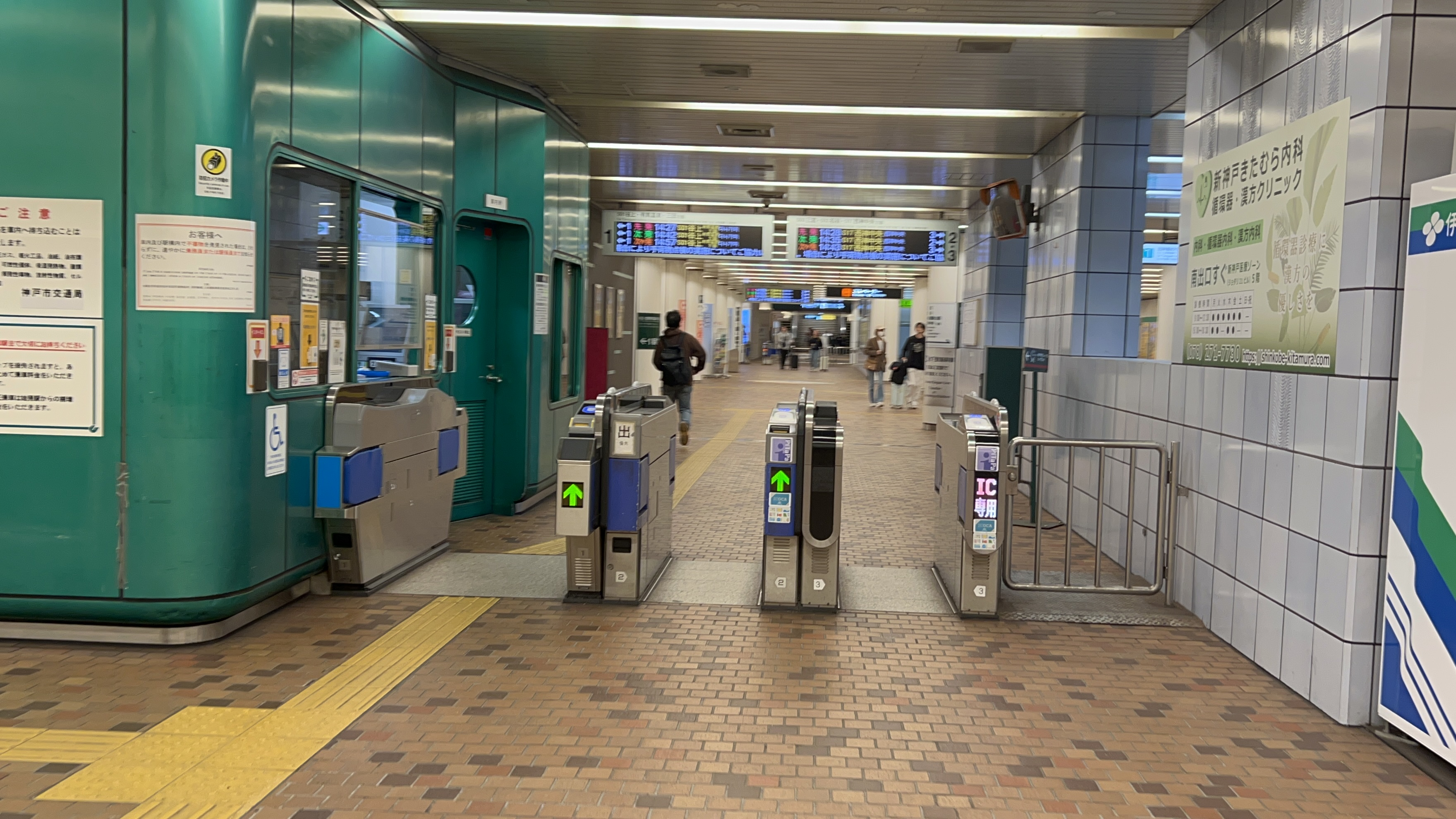
남쪽 개찰구
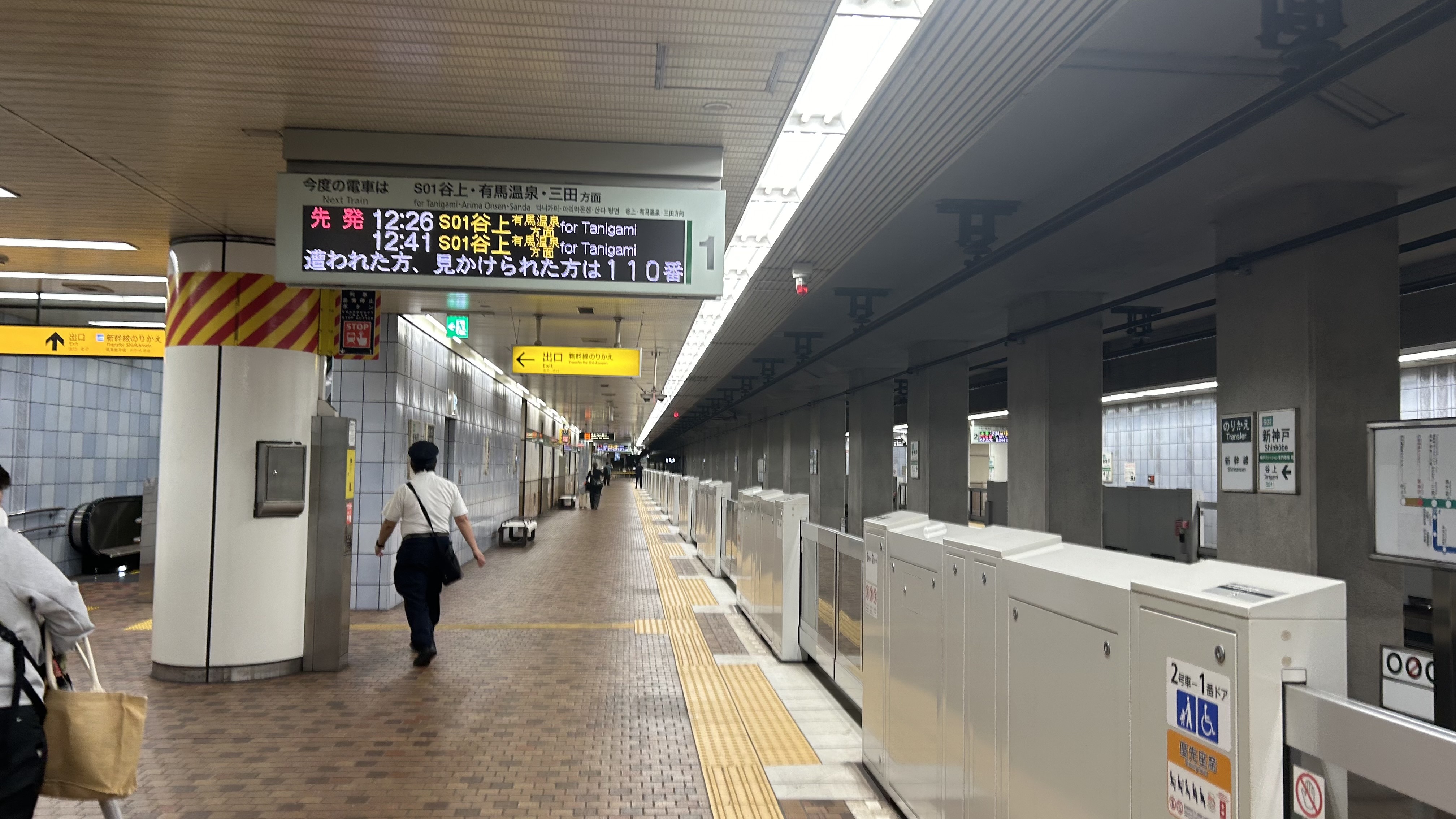
1번선승강장
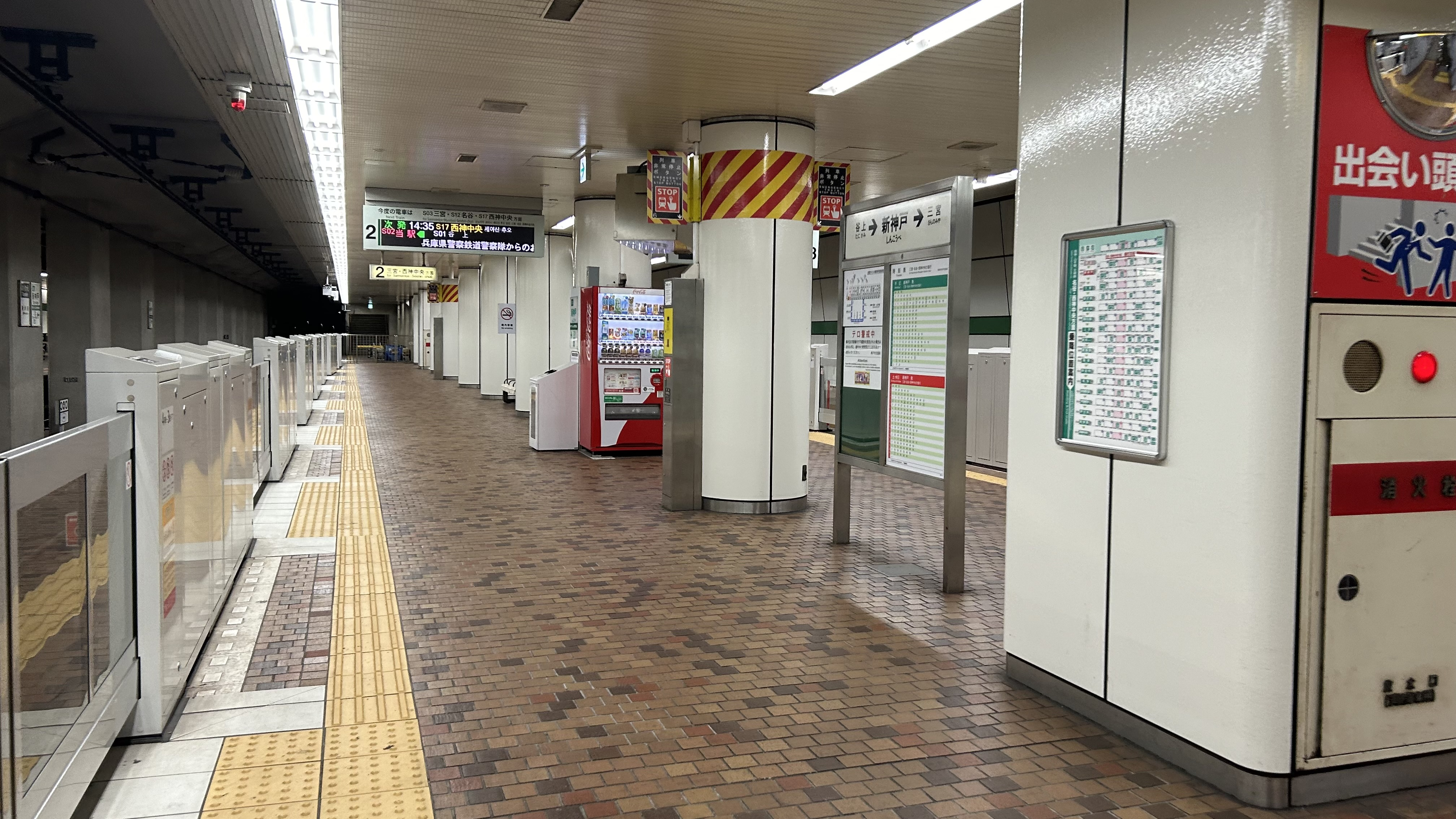
2・3번선승강장

| 승강장 | 노선        | 방향 | 행선                                                              |
| ------ | ----------- | ---- | ----------------------------------------------------------------- |
| 1      | 산요 신칸센 | 하행 | 오카야마・후쿠야마・히로시마・하카타・구마모토・가고시마추오 방면 |
| 2      | 산요 신칸센 | 상행 | 신오사카・교토・나고야・하마마쓰・시즈오카・도쿄 방면             |

롯코 터널과 고베 터널 사이의 산 비탈에 만들어졌고 커브 내에 플랫폼이 만들어지면서 플랫폼이 다소 기울고 있다. 또한, 스와야마 단층 부분에 위치하므로 단층에 의한 변위(연 1mm이내)가 존재하여도, 역 위치가 조정될 수 있도록 설계되어 있다.

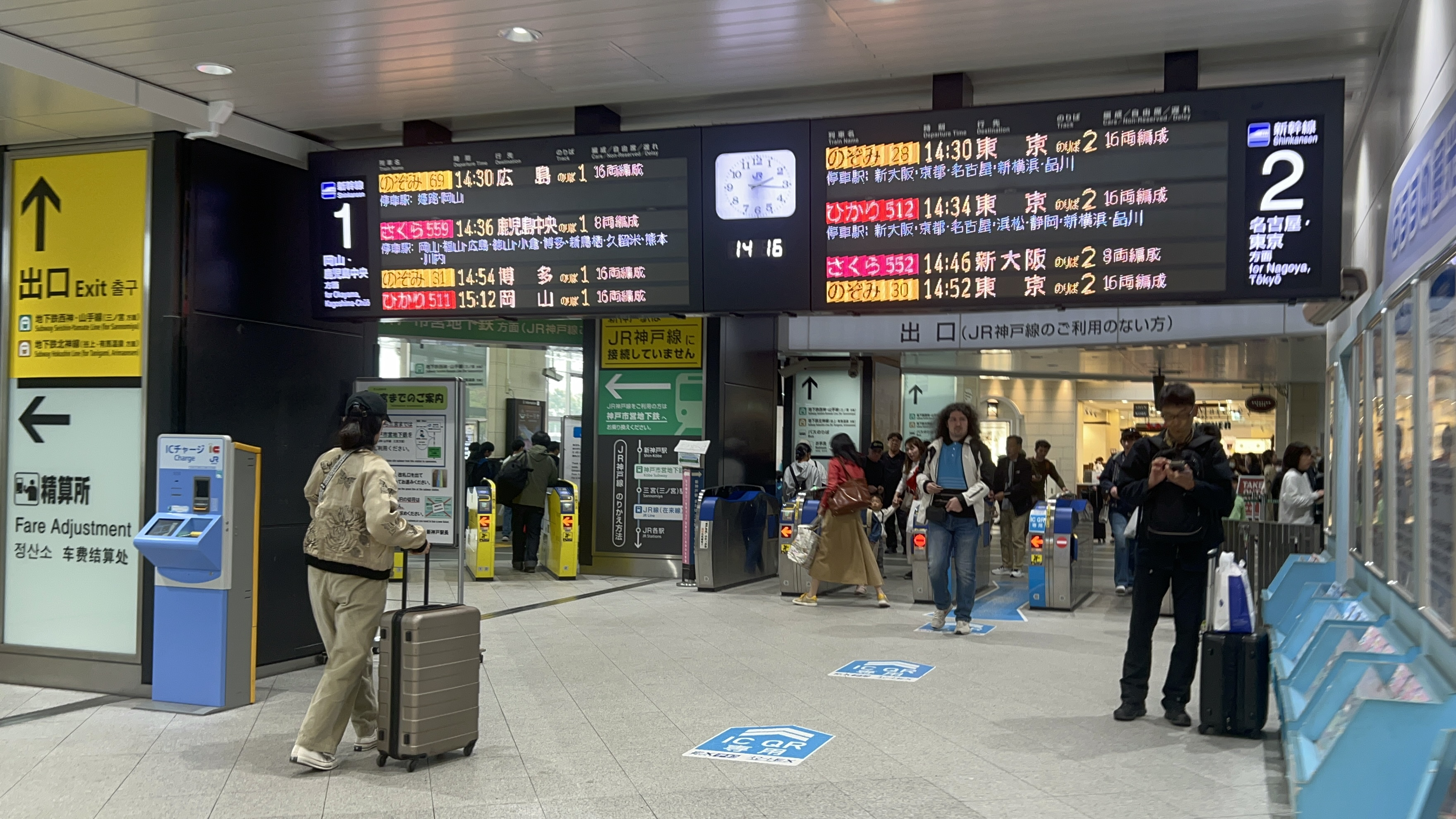
개집표기
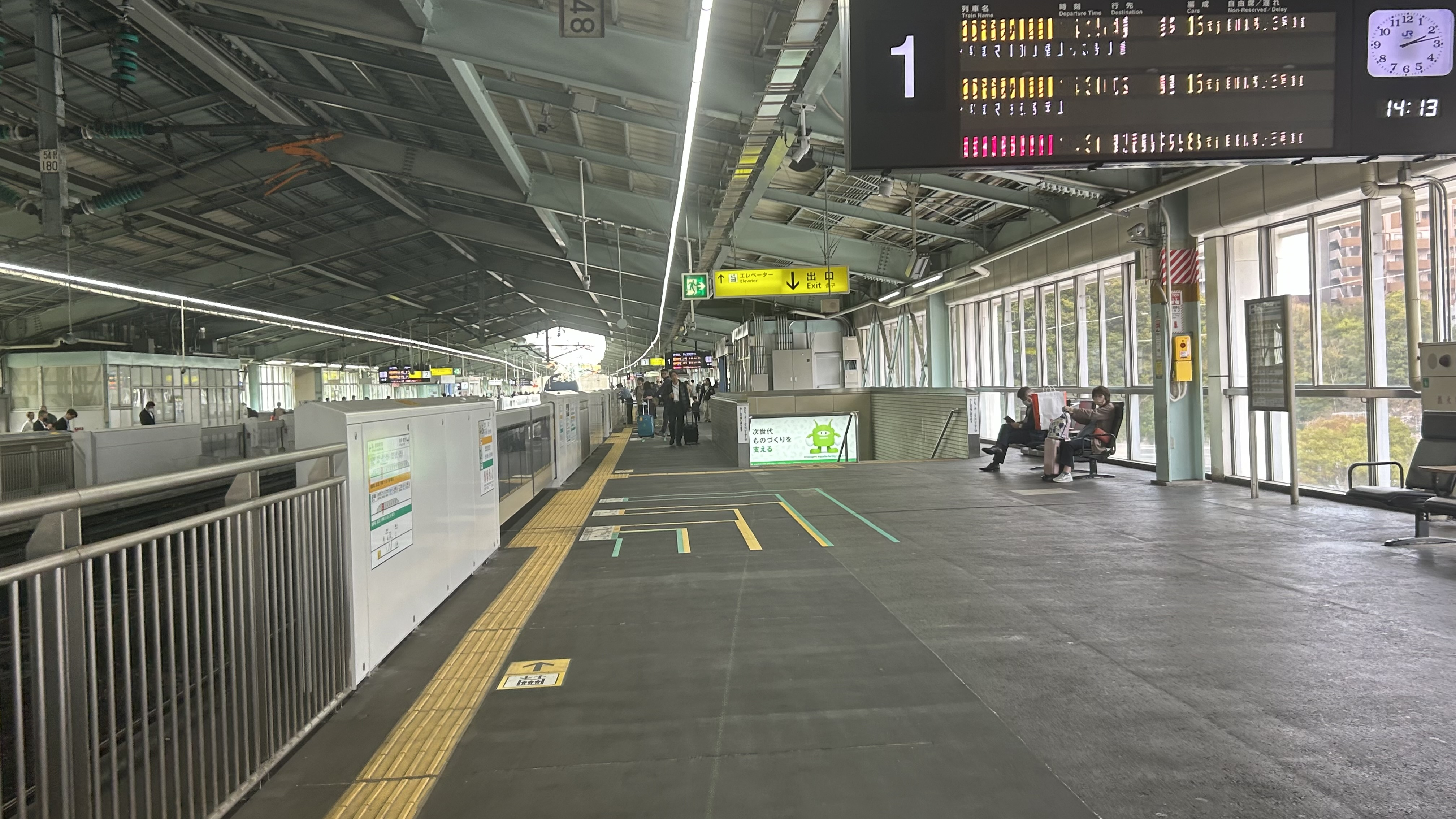
1번선 승강장

### 고베시 교통국
승강장은 신코베 오리엔탈 시티의 지하에 있고, 신칸센 역과 신코베 오리엔탈 시티는 보행자 데크와 지하도로 연결되어 있다.
지하 3층에 대합실과 개찰구가 있고, 지하 4층에 혼합식 승강장 2면 3선의 지하역이다. 다니가미 역 출도착 열차는 이 역에서 고베시 교통국과 호쿠신 급행 전철의 승무원이 서로 교대한다. 고베시 교통국은 운전사와 차장이 승무하는 2인 승무를 실시하고, 호쿠신 급행은 1인 승무을 한다. 개찰구는 고베 누노비키 로프웨이 방향과 산요 신칸센 방향의 2개로 분리되어 있다.
고베 시영 지하철과 호쿠신 급행 전철이 함께 PiTaPa에 가입했고 두 회사들과 전국 교통계 IC카드의 상호 이용에 대응한다. 단, 2013년 3월 23일부터 2015년 3월 2일까지는 다니가미 방면으로는 전국 교통계 IC카드의 상호 이용 대상 외에서 고베 시영 지하철의 이용은 가능했지만 2015년 3월 3일 이후부터는 다니가미 쪽에도 Suica와 PASMO등 PiTaPa・ICOCA이외의 카드로 입장 가능해지고 이용할 수 있게 되었다.
본 역의 이미지 주제는 "폭포"이다.

#### 승강장
| 승강장 | 노선             | 행선                                         | 비고                                                       |
| ------ | ---------------- | -------------------------------------------- | ---------------------------------------------------------- |
| 1      | ■ 호쿠신 선      | 다니가미 행・아리마온센・요코야마・산다 방면 | 아리마온센・산다 방면은 다니가미에서 고베 전철선으로 환승. |
| 1      | 세이신・야마테선 | 산노미야・묘다니・세이신추오 방면            | 일부 당역 회차                                             |
| 2      | 세이신・야마테선 | 산노미야・묘다니・세이신추오 방면            | 다니가미 발                                                |
| 3      | 세이신・야마테선 | 산노미야・묘다니・세이신추오 방면            | 당역 회차                                                  |

- 북쪽 출구 2
- 남쪽 출구
- 북쪽 개찰구
- 남쪽 개찰구
- 1번선승강장
- 2・3번선승강장

## 이용 현황
- JR 서일본: "효고현 통계서"에 따르면 2015년도의 1일 평균 승차 인원은 9,186명이다.
- 고베시 교통국: "고베시 교통국"에 따르면 2015년도의 1일 평균 승차 인원은 22,750명이다.

세이신·야마테선의 역으로는 산노미야역, 묘다니역, 세이신추오역에 이어 4위이다. 단, 호쿠신 급행 전철의 환승 인원 및 호쿠신 급행 전철에 승차 인원을 포함한 값이다.
각 연도의 1일 평균 승차 인원은 아래 표에 명시되어 있다.
| 연도   | JR 서일본          | 고베시 교통국      |
| 연도   | 1일 평균 승차 인원 | 1일 평균 승차 인원 |
| ------ | ------------------ | ------------------ |
| 1995년 | 5,576              | 27,506             |
| 1996년 | 6,276              | 26,664             |
| 1997년 | 6,219              | 25,425             |
| 1998년 | 6,119              | 24,534             |
| 1999년 | 5,934              | 23,164             |
| 2000년 | 6,362              | 22,120             |
| 2001년 | 6,332              | 20,735             |
| 2002년 | 6,321              | 23,604             |
| 2003년 | 6,349              | 21,934             |
| 2004년 | 6,603              | 21,555             |
| 2005년 | 6,975              | 21,810             |
| 2006년 | 7,198              | 21,944             |
| 2007년 | 7,541              | 22,400             |
| 2008년 | 7,652              | 22,622             |
| 2009년 | 7,187              | 23,306             |
| 2010년 | 7,631              | 23,393             |
| 2011년 | 8,002              | 23,560             |
| 2012년 | 8,340              | 24,008             |
| 2013년 | 8,626              | 22,514             |
| 2014년 | 8,771              | 22,359             |
| 2015년 | 9,186              | 22,750             |

## 역 주변
역 남쪽은 고베 시가지의 북단에 해당한다. 플라워 로드가 산노미야와 이어져 있고 우다 강이 신칸센 역사 직하부에서 남쪽으로 흐른다. 역 북쪽에는 롯코 산이 위치하고 있다.

### 역 남쪽
- 신코베 오리엔탈 시티 (지하철 역 직결)
  - ANA크라운 플라자 호텔 고베 (구, 신코베 오리엔탈 호텔)
  - 신코베 오리엔탈 애비뉴
  - 신코베 오리엔탈 극장
- 고베 누노비키 로프웨이 케이블카 허브엔 산록 역
- 기타노마치야마도리
- 고베 예술 센터
- 고베 구모치 우체국

### 역 북쪽
- 누노비키 공원
- 누노비키 폭포
- 다키야마 성
- 고베 시립 누노비키 허브엔
- 누노비키고혼마쓰 댐
- 고베 제1고등학교
- 구모치만 신사
- 시로야마 전망 공원

## 사진

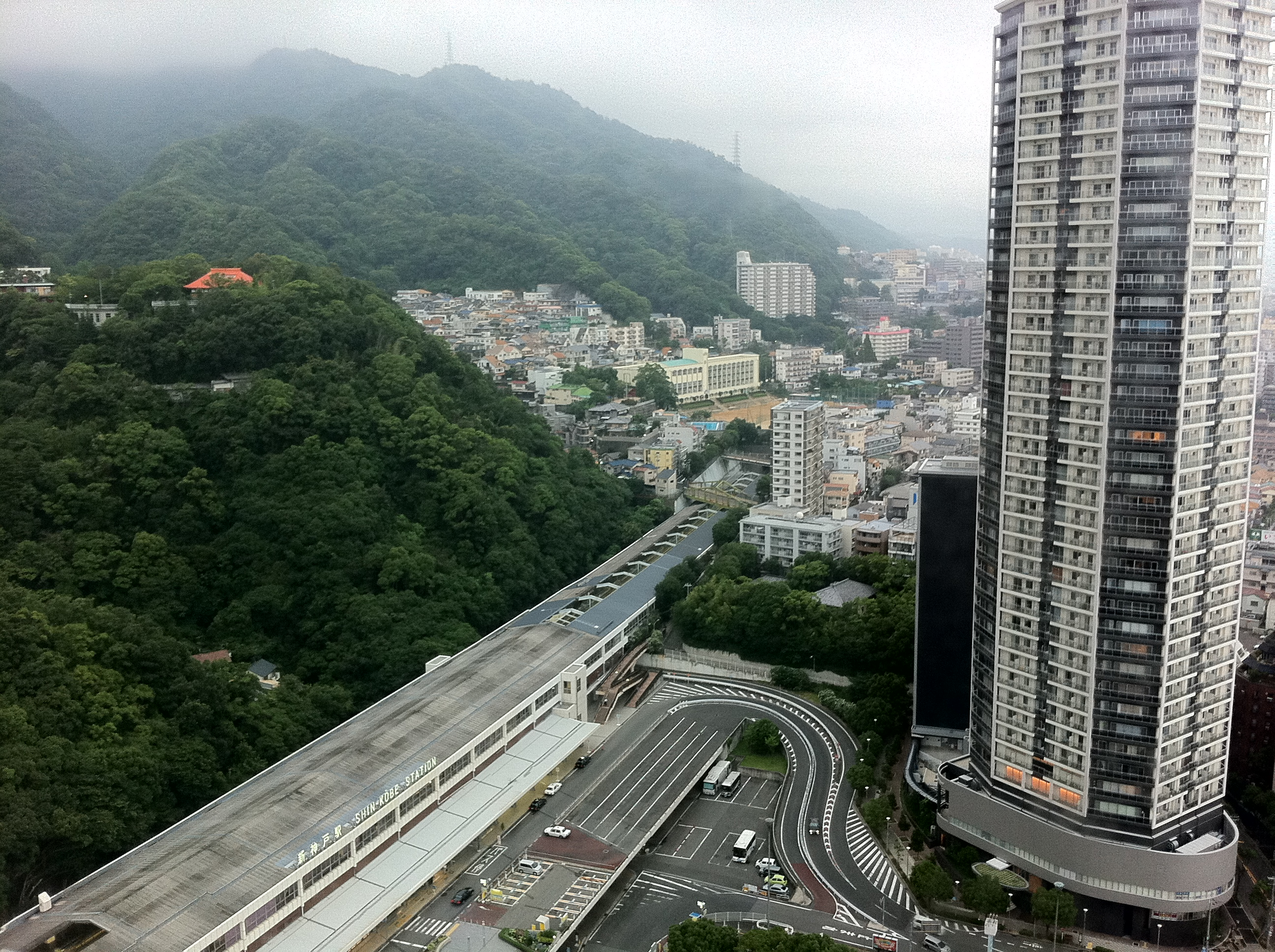
위에서 내려다 본 역사
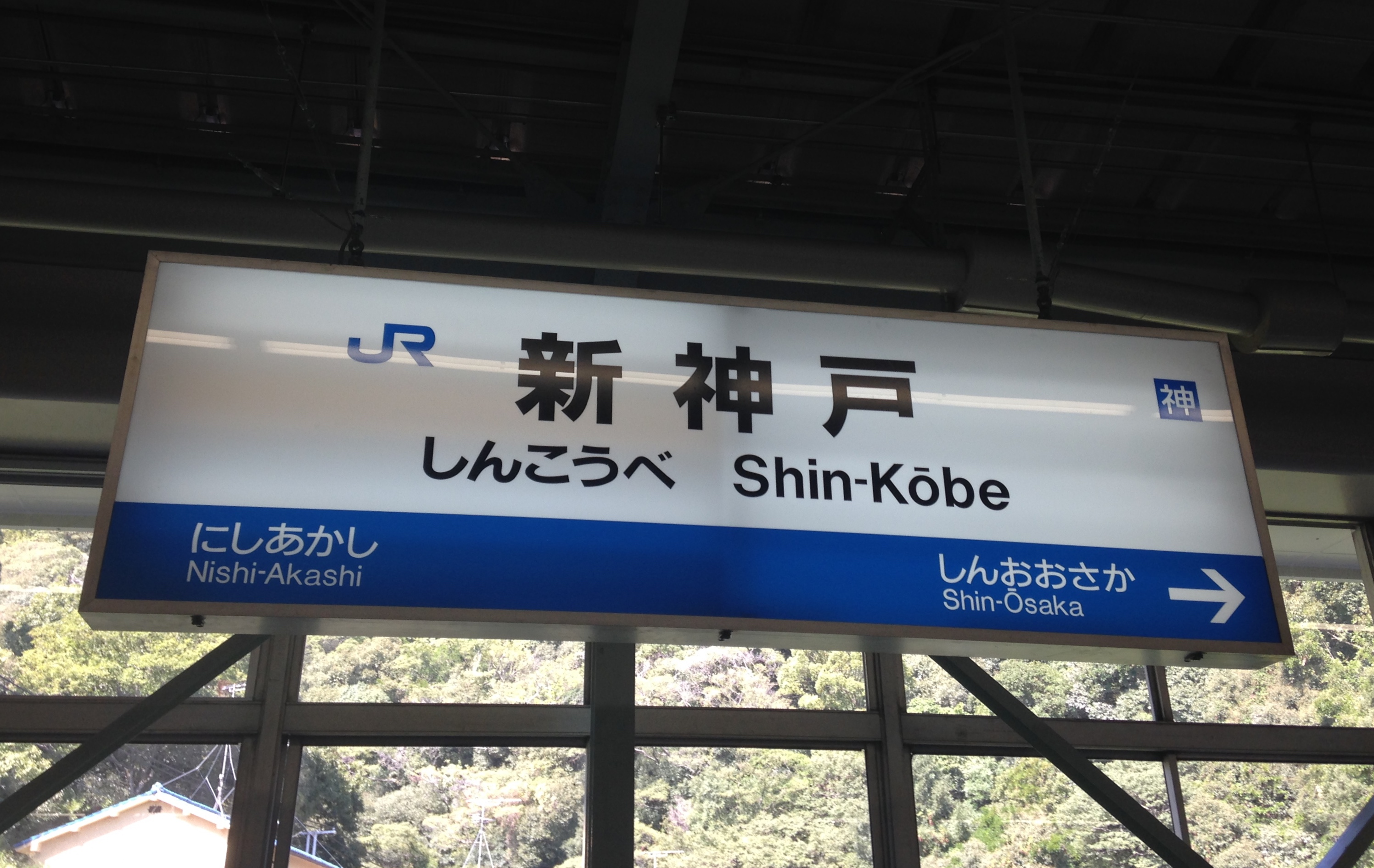
JR선 역명판
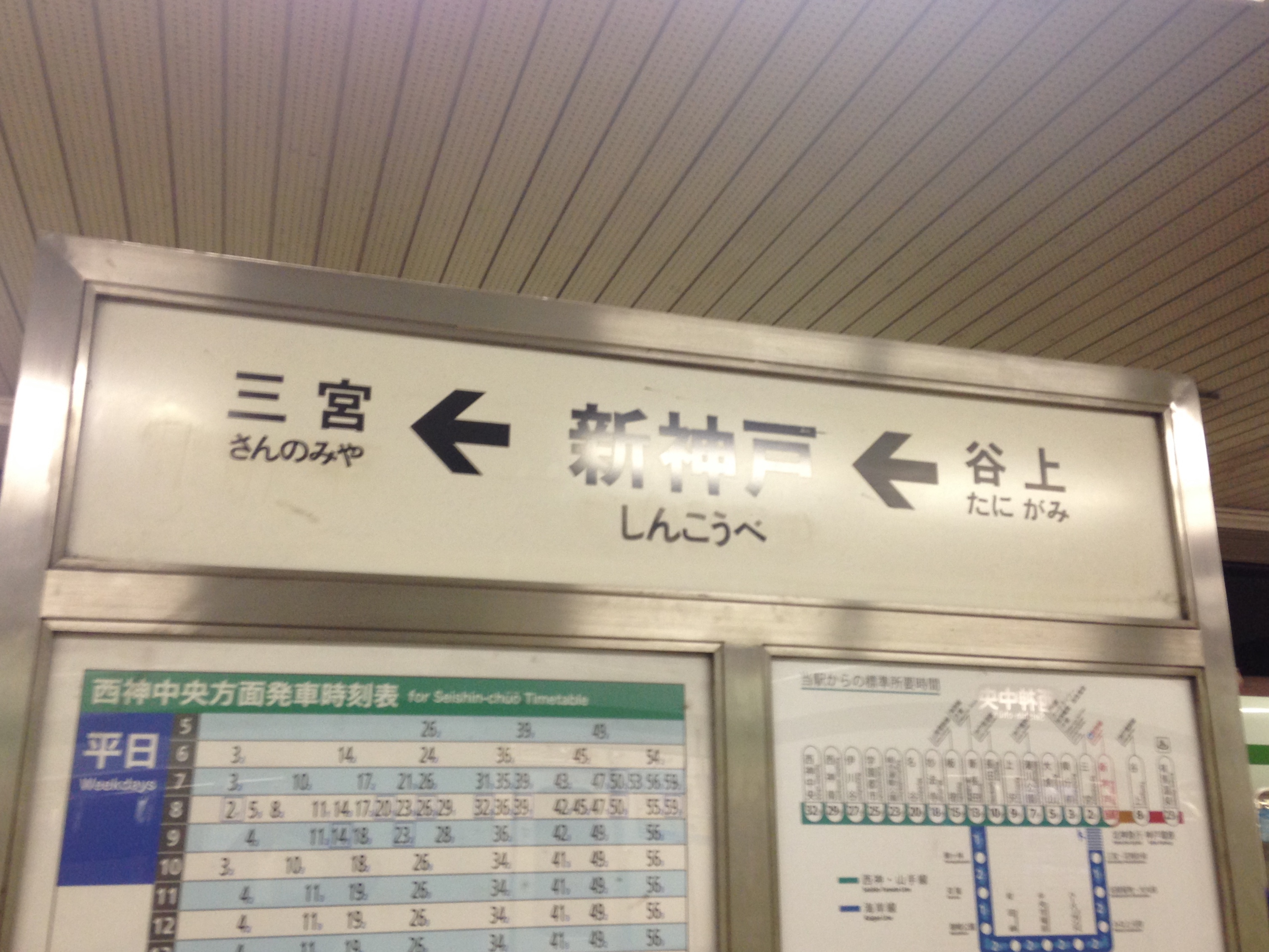
지하철 역명판

## 인접역
| 서일본 여객철도 산요 신칸센                                          | 서일본 여객철도 산요 신칸센 | 서일본 여객철도 산요 신칸센   |
| -------------------------------------------------------------------- | --------------------------- | ----------------------------- |
| 신오사카 도쿄 방면                                                   |                             | 니시아카시 가고시마추오 방면  |
| 고베 시 교통국 야마테선(세이신·야마테선) 호쿠신 급행 전철 ■ 호쿠신선 |                             |                               |
| S 01 다니가미 다니가미 방면                                          |                             | S 03 산노미야 세이신추오 방면 |